# Kouassia-Niaguini
Kouassia-Niaguini è una città e sottoprefettura della Costa d'Avorio appartenente al dipartimento di Transua. Conta una popolazione di 16 872 abitanti (censimento 2014).